# Пекини (округ)
Пекини (алб. Rrethi i Peqinit) — один из 36 округов Албании, расположенный в центральной части страны.
Округ занимает территорию 191 км² и относится к области Эльбасан. Административный центр — город Пекини.
Население округа преимущественно мусульманское.

## Географическое положение
Округ Пекини занимает 15-километровый участок долины реки Шкумбини, пересекающей округ в западном направлении. Это второй среди самых маленьких округов Албании.
На севере округа тянутся холмы высотой до 750 метров, юг представляет собой равнину.

## Транспорт
Пекини имеет хорошее транспортное сообщение. Здесь проходит как ветка албанской железной дороги Дуррес — Поградец, так и 8-й Панъевропейский транспортный коридор, ведущий от Адриатического моря через Македонию и Болгарию к Чёрному морю.
На основе археологических раскопок близ Пекини предполагается, что здесь находился античный город Клавдиана, стоявший на Эгнатиевой дороге.

## Административное деление
Территориально округ разделен на город Пекини и 5 общин: Gjoçaj, Karina, Pajova, Përparim, Sheza.